# Kościół św. Michała Archanioła w Milikowicach
Kościół św. Michała Archanioła w Milikowicach – rzymskokatolicki kościół parafialny zlokalizowany w Milikowicach w województwie dolnośląskim, w powiecie świdnickim, w gminie Jaworzyna Śląska. Funkcjonuje przy nim parafia św. Michała Archanioła.

## Historia
Obiekt został wzniesiony prawdopodobnie w drugiej połowie XIII wieku. Wzmiankę o nim umieszczono z regeście dziesięcinnym Gabriela von Rimini z 4 października 1318, gdy proboszczem był Mikołaj. Do obecnego wyglądu przekształcono go w wieku XV, nadając mu styl wczesnogotycki. W XVIII wieku podwyższono wieżę oraz zawieszono dzwony. W 1969 i 1972 przeprowadzono renowację wnętrz, a także zmieniono rodzaj pokrycia dachowego, z dachówki na blachę. W latach 1999 i 2002 kościół przeszedł remont kapitalny, w trakcie którego m.in. przywrócono dachówkę.

## Architektura
Do wyposażenia kościoła należy m.in. neogotycki ołtarz z drewna pochodzący z XIX wieku. Ołtarze boczne, jak również organy skonstruowano w 1879. W świątyni (ołtarz główny) znajdują się relikwie I stopnia św. Jana Pawła II (kropla krwi wsączona w białe płótno) przekazane przez kardynała Stanisława Dziwisza.

## Płyty nagrobne
W ściany kościoła wmurowane są płyty epitafijne:
- Dorothei von Schindel (żony Samuela von Schindel), zm. 1597,
- nieznanego rycerza z rodziny von Schindel, zm. 1595,
- nieznanego rycerza z rodziny von Schindel,
- nieznanego rycerza z rodziny von Schindel, zm. w początku XVII wieku,
- dzieci z rodziny Wentzig (Reinholda, ur. 9 grudnia 1839, zm. 9 stycznia 1858 i jego siostry, Anny, ur. 30 maja 1833, zm. 26 marca 1848)[2].

## Galeria

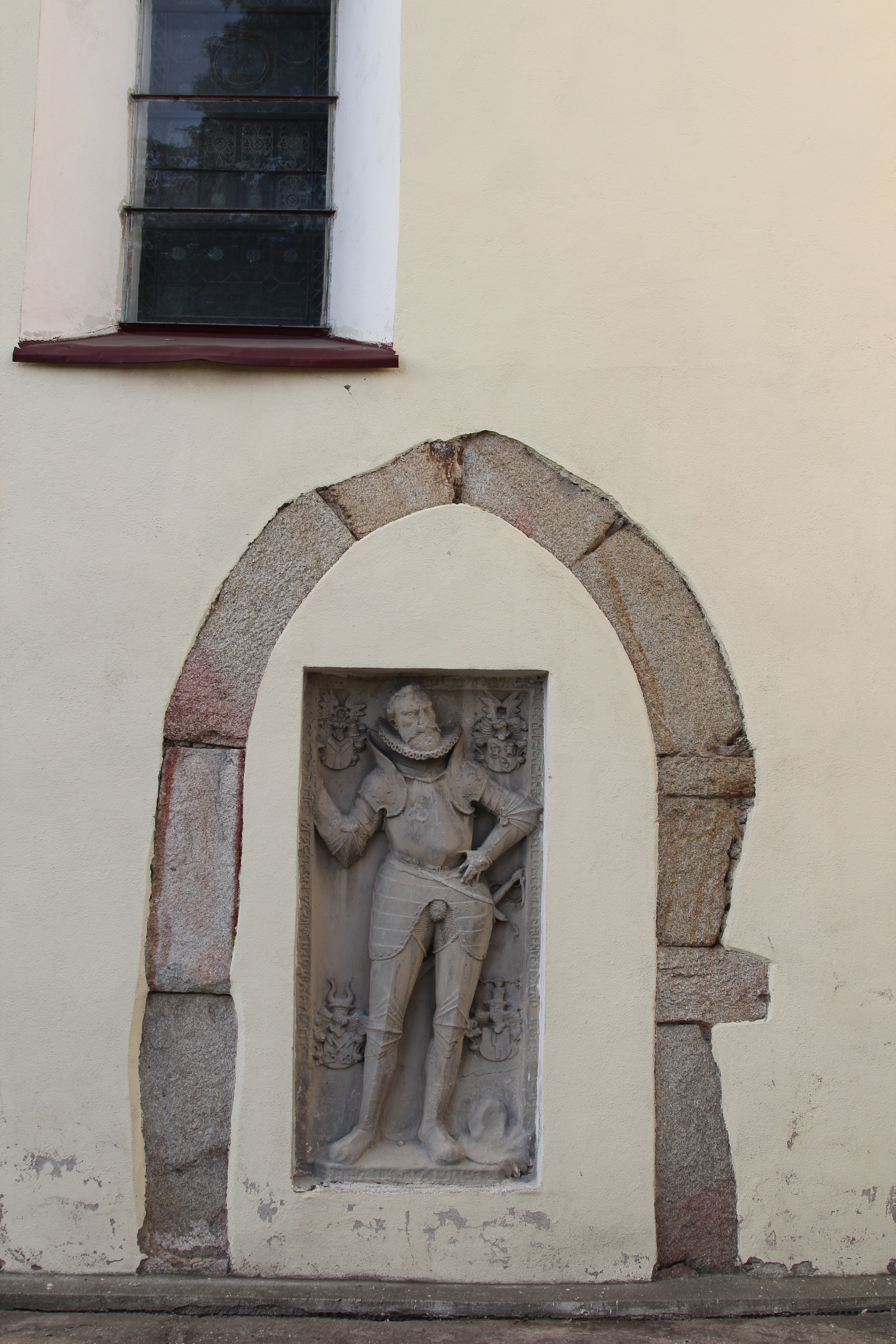
Jedna z płyt nagrobnych
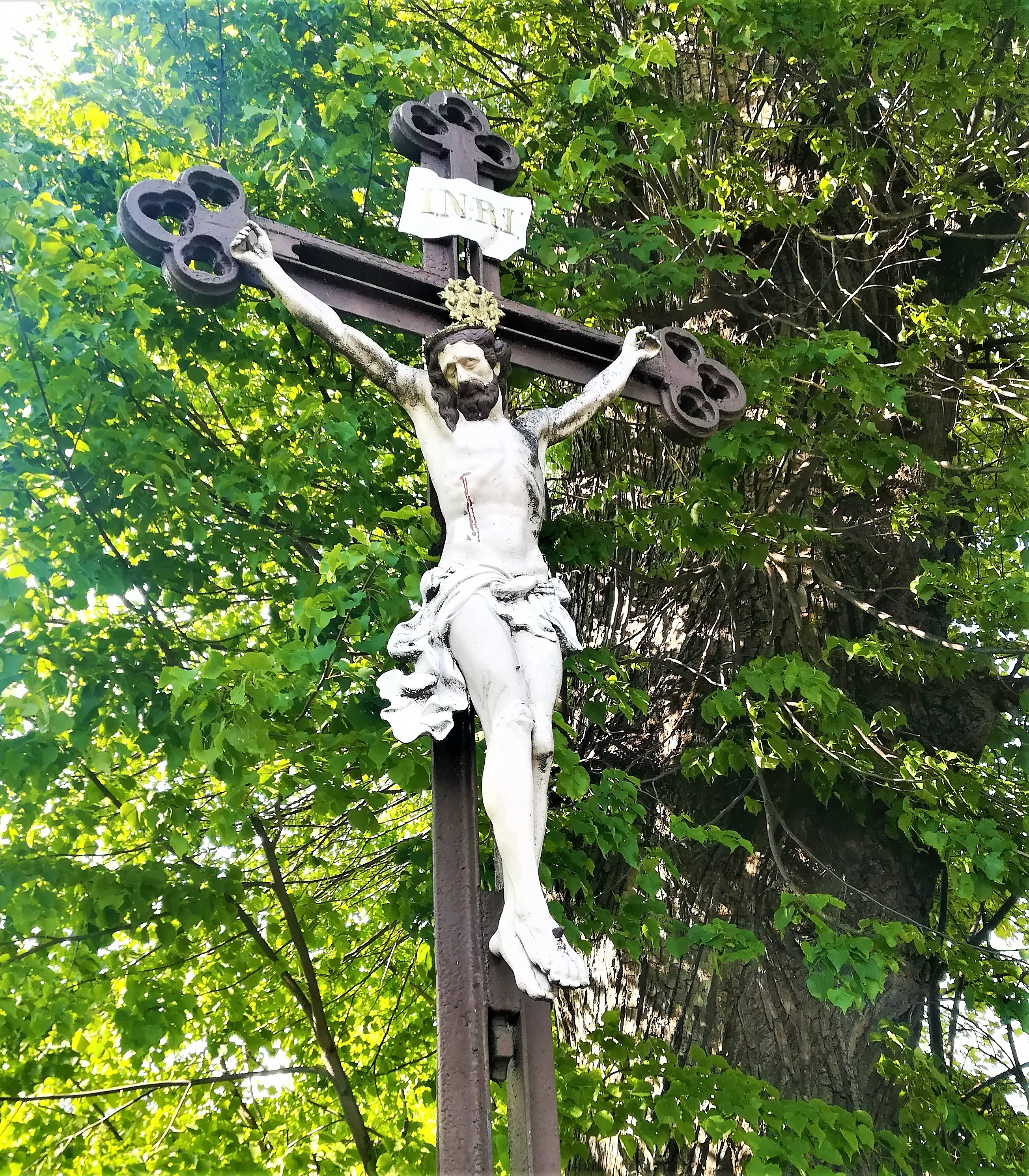
Metalowy krucyfiks